# Die Wölfe kommen zurück
Die Wölfe kommen zurück ist eine Kurzgeschichte des deutschen Schriftstellers Hans Bender aus dem Juni 1954.

## Handlung
Der Starost des russischen Dorfes Krasno Scheri holt kurz nach dem Ende des Zweiten Weltkrieges sieben deutsche Kriegsgefangene in sein kleines, weit abgelegenes Dorf. Bei dem langen Marsch durch Wälder ist der Starost ganz alleine mit den Soldaten, nur mit einem Gewehr bewaffnet. Ein junger deutscher Soldat namens Maxim, der Russisch sprechen kann, fragt ihn etwas besorgt wegen der Wölfe, die in der Gegend sonst immer eine Gefahr darstellen, doch die Tiere sind wegen des Krieges weit nach Sibirien gezogen und noch nicht wieder zurückgekehrt. Nach der Ankunft im Dorf verteilt der Starost die Kriegsgefangenen auf die Häuser; er selbst nimmt Maxim in seine Familie mit Frau und zwei Kindern auf. Trotz der harten Arbeit auf der Kolchose freunden sich Maxim und der Starost bald an.
Die Kinder von Krasno Scheri müssen jeden Tag einen langen Fußmarsch zur Schule ins Nachbardorf zurücklegen. Da die gefräßigen Wölfe fort sind, können die Kinder ohne Erwachsene den Weg zur Schule absolvieren. Im Winter berichten die Kinder des Starosts von Wolfsspuren, die sie auf dem Schulweg im Schnee gesehen hätten. Doch die Erwachsenen schenken den Kindern keinen Glauben. An einem Tag mit heftigem Schneefall sieht Maxim auf einmal auch einen Wolf und macht den Starost und seine Frau darauf aufmerksam. Der Frau rutscht dabei versehentlich gegenüber Maxim heraus, dass das Gewehr ihres Mannes ungeladen ist. Der Starost hatte in der Stadt keine Patronen bekommen und wollte das die Gefangenen nicht wissen lassen. Mit Axt und Sense ziehen die beiden in den Wald, um die gerade auf dem Schulweg befindlichen Kinder zu retten.
Der Starost und Maxim können die zehn Schulkinder gerade noch rechtzeitig auffinden. Sie harren über Stunden bis in die Nacht aus, während eine Meute hunderter Wölfe aus Sibirien zurückkehrt. Die ausgehungerte Meute zieht direkt an den Leuten vorbei in die Richtung der größeren Städte.
Nach den letzten Wölfen spricht der Starost als erster: „Die Wölfe kommen zurück. Sie wittern den Frieden.“

## Entstehungshintergrund
Hans Bender befand sich selbst bis 1949 in sowjetischer Kriegsgefangenschaft; er bekannte sich selbst dazu, autobiografische Elemente in sein Werk hineinfließen zu lassen. Er zeigte sich insbesondere beeinflusst von den angloamerikanischen Kurzgeschichten dieser Zeit, welche raffiniert erzählten sowie komplexe und psychologisch interessante Figuren in den Mittelpunkt stellten.

## Rezeption
Hans Benders Die Wölfe kommen zurück fand innerhalb weniger Jahre Aufnahme in zahlreiche Anthologien und Schullesebücher. Selbst in einige Lesebücher im Ausland erhielt die Kurzgeschichte Eingang. Paul Hühnerfeld schrieb 1957 in Die Zeit, Die Wölfe kommen zurück brauche „keinen Vergleich mit englischen und amerikanischen Vorbildern dieses Genres zu fürchten“: „Benders Stärke liegt in dieser direkten, nichts umschreibenden Diktion, mit der er die wirklichen Dinge schildert, um ein Stück Unwirklichkeit zugänglich zu machen.“